# Tjetjenska republiken Itjkerien
Tjetjenska republiken Itjkerien (ryska: Чеченская Республика Ичкерия (ЧРИ), tjetjenska: Нохчийн Республик Ичкери (НРИ)) var en delvis erkänd secessionistregering av den Tjetjeno-Ingusjiska ASSR. Den 31 november 1991 hölls det i Ingusjien en folkomröstning där resultatet blev dess separation från Tjetjenska republiken Itjkerien och anslutning till Ryska federationen som en konstituerande republik.
Det första tjetjenska kriget 1994–96 resulterade i seger för separatisternas styrkor. Efter att ha uppnått ett de facto oberoende från Ryssland 1996 misslyckades den tjetjenska regeringen med att tygla brottsligheten och Groznyj fungerade som en magnet för kriminalitet. I november 1997 utropades Tjetjenien till en islamisk republik. Trots att valet ansågs ha gått rätt till erkändes landets självständighet enbart av, det då talibanstyrda, Afghanistan. Det andra Tjetjenienkriget inleddes i augusti 1999 efter att tjetjenska islamister hade tagit sig över gränsen till Dagestan och där utropat jihad. Detta, tillsammans med ett led av terrorattentat, föranledde en intervention från Ryssland som ledde till att den islamistiska regeringen störtades och slutet på statsbildningen. Det förekom gerillakrigsföring i området flera år därefter.

## Presidenter
- Dzjochar Dudajev (1991-1996)
- Zelimchan Jandarbijev (1996-1997)
- Aslan Maschadov (1997 – 2000)

### Bilder

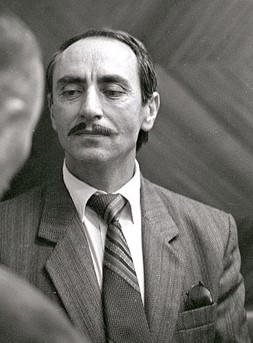
Dzjochar Dudajev (1991-1996).
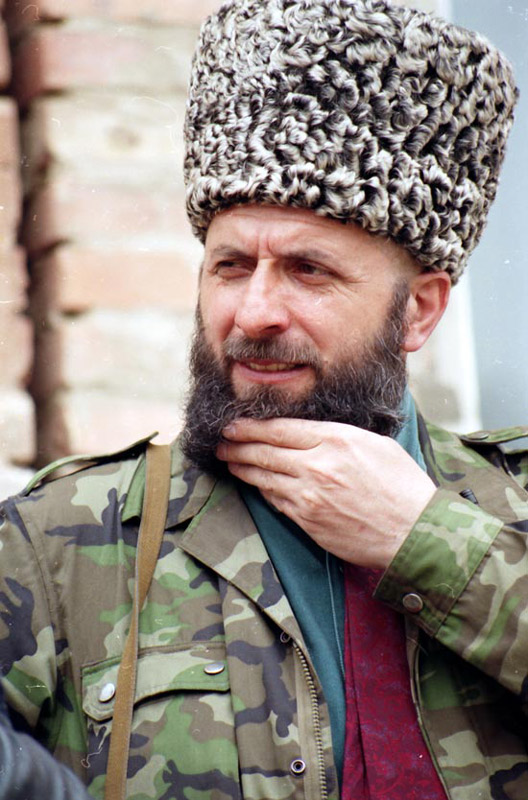
Zelimchan Jandarbijev (1996-1997).
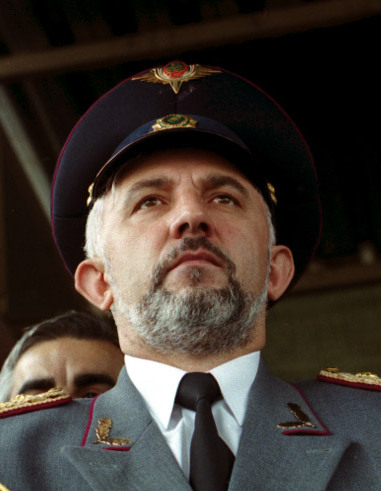
Aslan Maschadov (1997 – 2000).